# Hemigordiinae
Hemigordiinae es una subfamilia de foraminíferos bentónicos cuyos taxones se han incluido normalmente en la familia Hemigordiopsidae, de la superfamilia Cornuspiroidea, del suborden Miliolina y del orden Miliolida. Su rango cronoestratigráfico abarca desde el Moscoviense superior (Carbonífero superior) hasta el Ladiniense (Triásico medio).

## Discusión
Algunas clasificaciones incluyen Hemigordiinae en la familia Hemigordiidae.

## Clasificación
Hemigordiinae incluye a los siguientes géneros:
- Hemigordius †, también considerada en la subfamilia Hemigordiopsinae
- Pseudohemigordius †
- Septigordius †

Otros géneros considerados en Hemigordiinae son:
- Hemigordiella †, aceptado como Hemigordius
- Midiella †, considerado subgénero de Hemigordius, Hemigordius (Midiella)
- Neoangulodiscus †, aceptado como Hemigordius
- Okimuraites †, considerado subgénero de Hemigordius, Hemigordius (Okimuraites)
- Ondogordius †, aceptado como Hemigordius